# Шпіцберген
Шпі́цбе́рген, Сва́лбар чи Сва́льбард (норв. Svalbard [ˈsvɑːlbɑː]) — норвезький архіпелаг, розташований у Північному Льодовитому океані на відстані 1300 км від Північного полюса (поблизу 80° пн. ш.).

## Назва
Назва архіпелагу Шпіцберген перекладається з нідерландської як «гострі гори». Норвезькою архіпелаг зветься Свалбар (норв. Svalbard), що перекладається як «холодні береги».

## Географія

### Геологія
Шпіцберген є північно-західним кутом євразійської континентальної плити. Остання тисяча мільйонів років історії Землі представлена у місцевих породах. Більшу частину геологічної історії Землі Шпіцберген був повністю занурений під воду. На морському дні матеріали й залишки життєвих форм формували осадові породи. Періодично земля піднімалася над рівнем моря, наприклад, через незначні нахили при русі континентальних плит, що призводить до періодів ерозії та до наземних родовищ, а не морських; це чітко видно в шарах. Найпомітнішими серед наземних відкладів є вугільні пласти, що походять від девону / карбону й третинного періоду. Девонський період багатий скам'янілостями — морськими істотами та рослинами. Упродовж девонського періоду, Шпіцберген лежав на південь від екватора і з того часу рухався на північ з континентальною плитою. Понад 400 мільйонів років тому земна кора в районі Шпіцбергену рухалася. Були утворені гірські ланцюги (каледонська складчастість) вторгненням граніту. Граніти складають деякі з найвищих, сучасних гірських вершин на Шпіцбергені. Пізніше ерозія розбила найбільшу частину цього гірського ланцюга. На початку мезозою, 250 млн р. тому, Шпіцберген досяг широти сучасної Іспанії й лежав точно під рівнем моря; скам'янілості вказують на інтенсивну припливну зону, зокрема відбиток ступні ігуанодона можна побачити в музеї Шпіцбергену. Кістки плезіозаврів та іхтіозаврів також знайдені на Шпіцбергені. У третинний період, 60 млн р. тому архіпелаг досяг широти сучасної південної Норвегії й був, переважно, низькою рівниною з болотами; за понад тисячоліття сформувавши шар торфу, який пізніше був покритий осадовими породами. Також у третинний період сформувались зубчасті альпійські гори. Сучасний геологічний період, четвертинний, почався приблизно 2 млн р. тому й характеризується сучасним льодовим віком.

### Рельєф

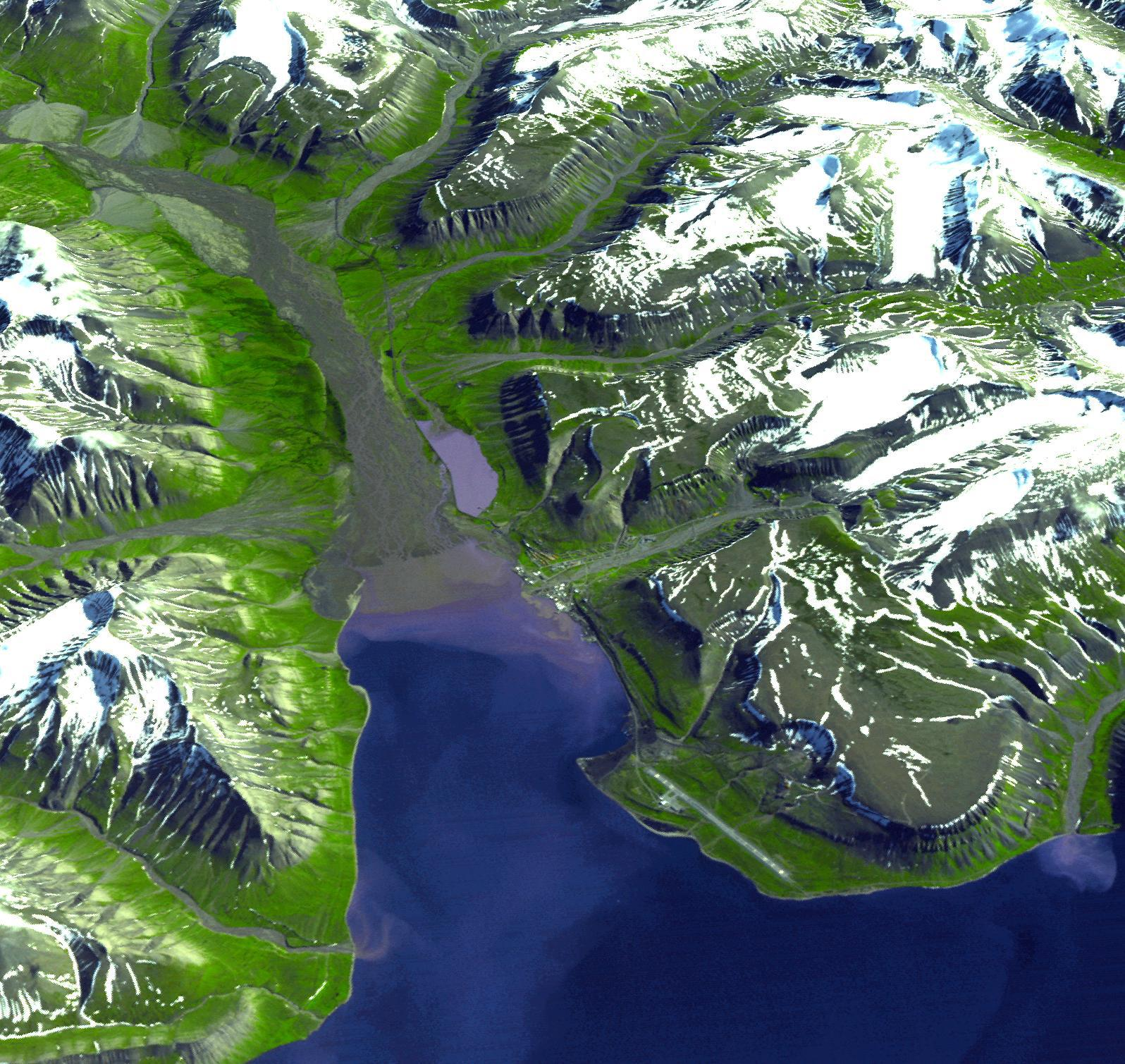
Ісфйорд

Гострі вершини, що круто здіймаються на заході, і плоскогір'я на сході не стали перешкодою для людей та дикої флори і фауни. Вони є царством полярних (білих) ведмедів і навіть сьогодні тут не можна виходити з житла без зброї. Пересуватися можна впродовж короткого літа за умови наявності відповідного спорядження, відмінної фізичної підготовки і знання метеорологічної ситуації.

### Острови архіпелагу
Найбільші острови:
- Шпіцберген (39 044 км²);
- Північно-Східна Земля (14 443 км²);
- Едж (5073 км²);
- Острів Баренца (1288 км²);
- Квітоя (682 км²);
- Острів Принца Карла (615 км²);
- Конгсейя (191 км²) — найбільший з групи островів Земля Короля Карла;
- Ведмежий острів (178 км²);
- Свенскея (137 км²) — з групи островів Земля Короля Карла;
- Острів Вільгельма (120 км²);
- Острів Надії (47 км²).

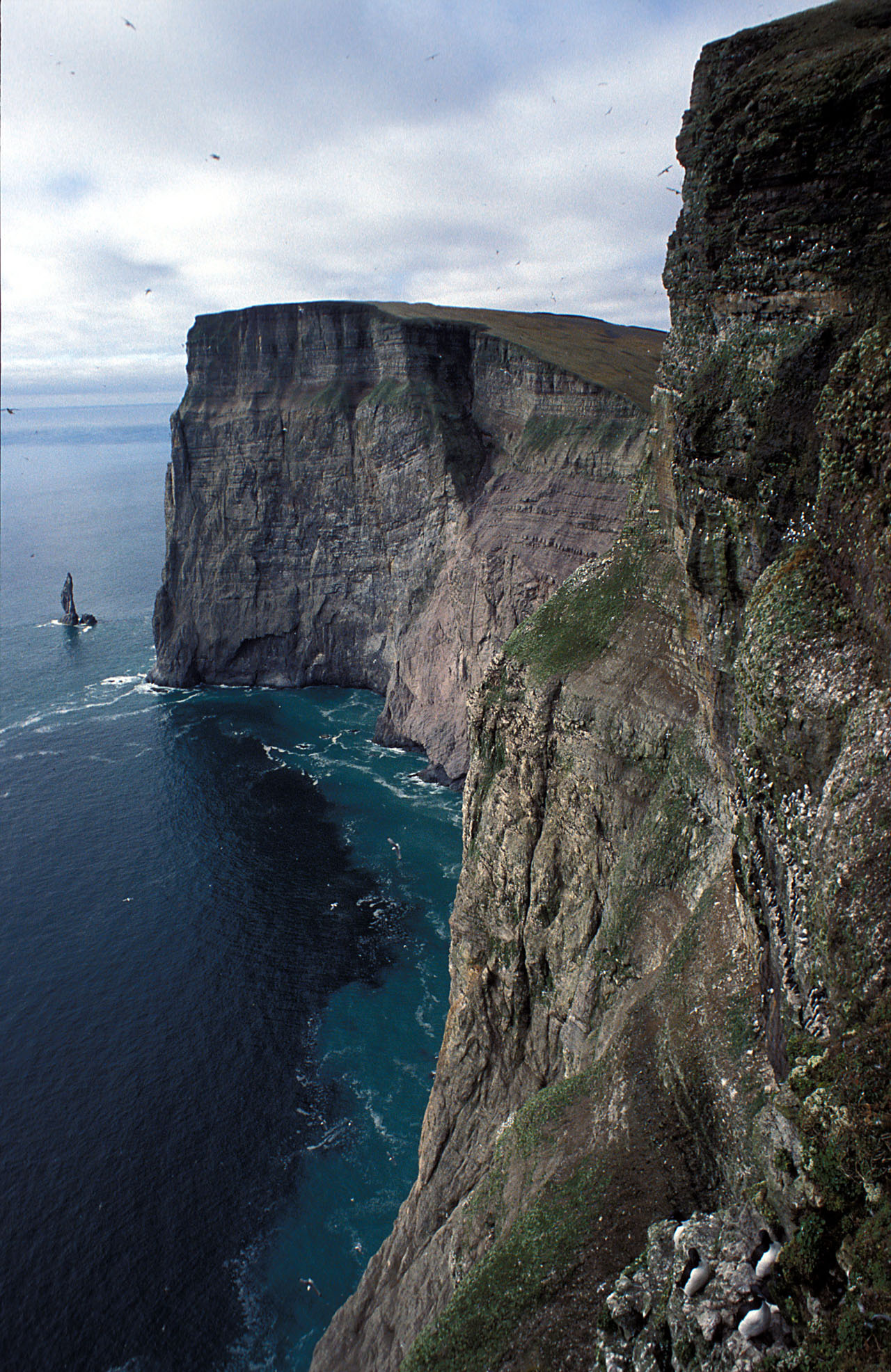
Ведмежий острів
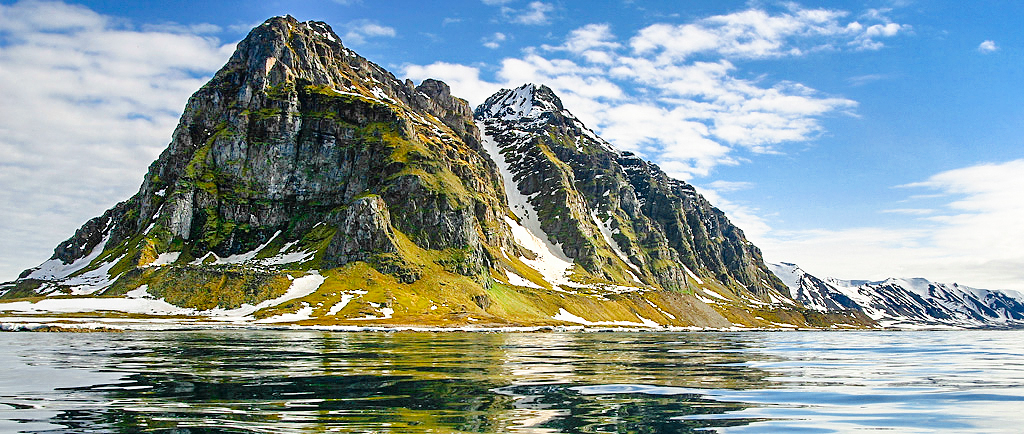
Острів Принца Карла
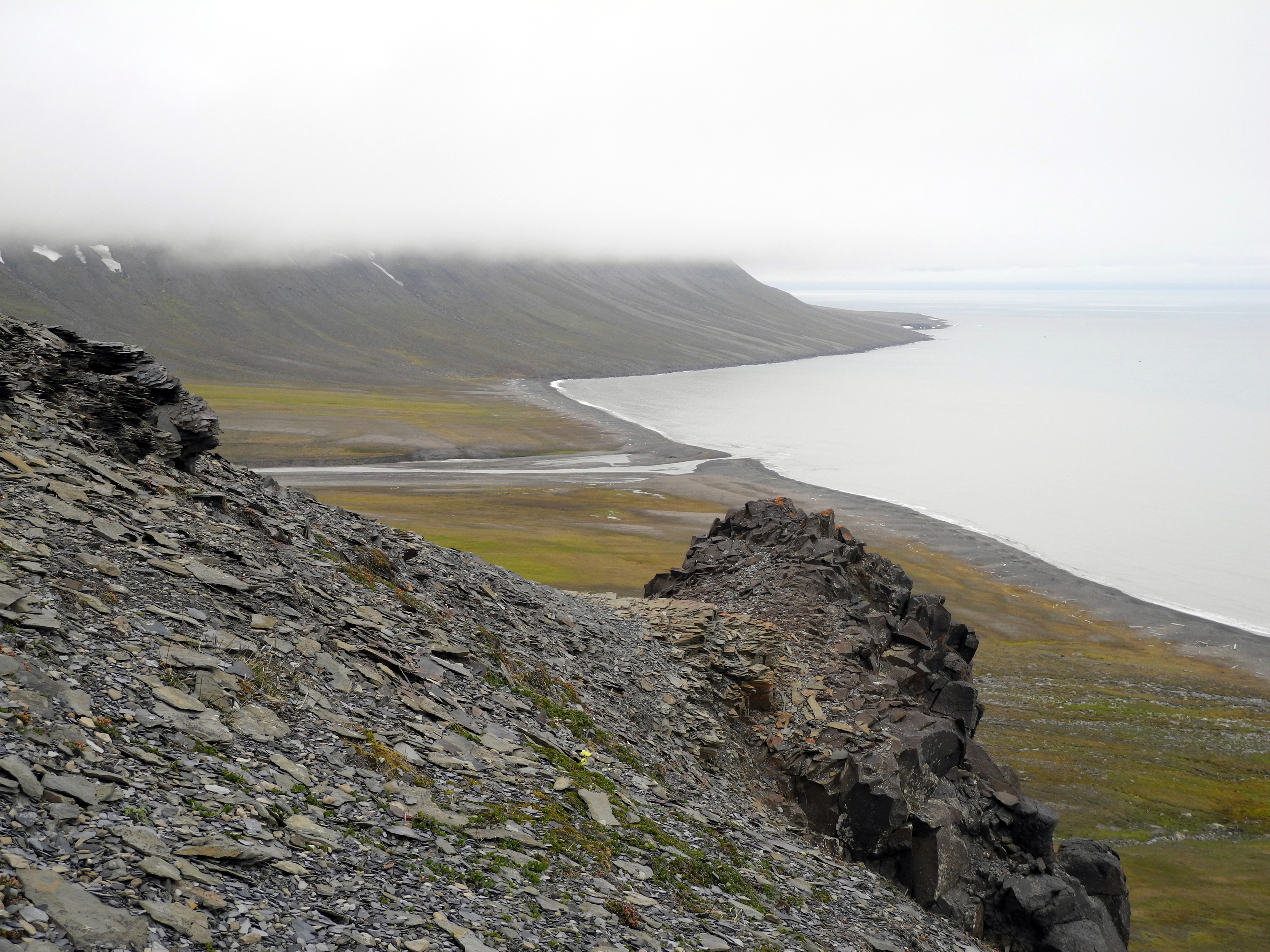
Острів Едж

### Клімат
Велика частина території Шпіцбергену вкрита товстим шаром льоду. З жовтня по лютий панує цілковита темрява (полярна ніч). 
У червні — серпні температура підіймається вище за нульову позначку, однак рідко опускається нижче за −20 °C. 11 серпня 2024 року, як повідомив Норвезький метеорологічний інститут, на метеостанції в аеропорту Шпіцбергену була зафіксовано найвищу температуру в серпні за всю історію спостережень, яка склала 20,3 °C. Попередній серпневий рекорд навколишньої температури на Шпіцбергені було зареєстровано 31 серпня 1997 року, він становив 18,1 °C.
Учені британського судна «Джеймс Кларк Росс» виявили поблизу Шпіцбергену, де за останні 30 років температура підвищилася на 1 °C, інтенсивне виділення метану.

### Ґрунти та рослинність
На архіпелазі зареєстровано близько 180 видів судинних рослин, 380—390 видів мохів, 708 видів лишайників і понад 750 видів грибів.

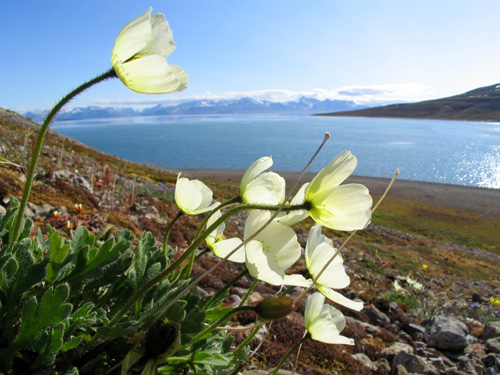
Papaver dahlianum — офіційна квітка архіпелагу
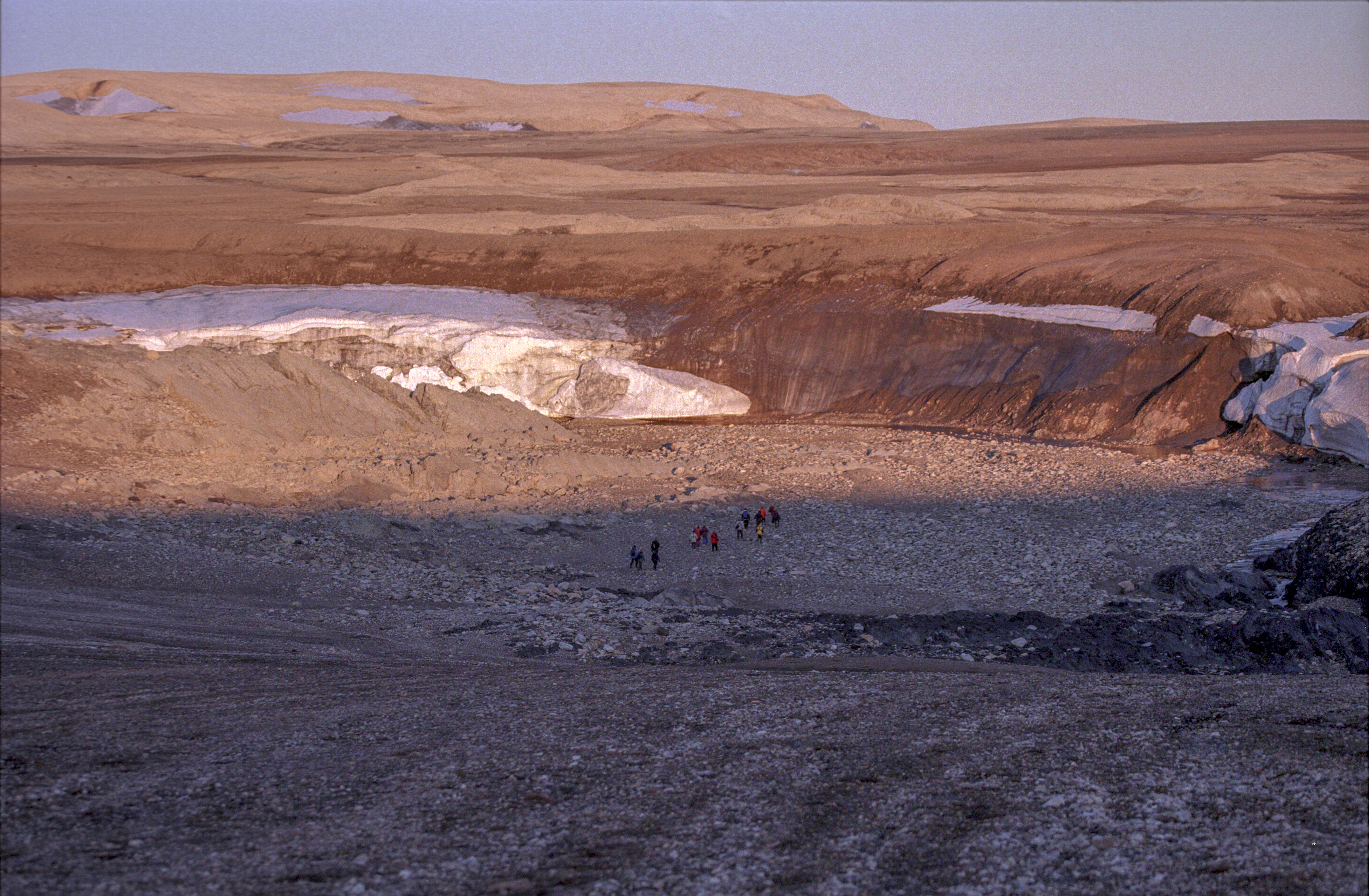
Арктична пустеля на Північно-Східній Землі

### Тваринний світ
Серед тварин характерними для архіпелагу є: підвид північного оленя Rangifer tarandus platyrhynchus, Ведмідь білий (Ursus maritimus), полярна куріпка (Lagopus muta hyperboreus) і песець (Vulpes lagopus), яких можна побачити і в зимовий період. Навколо архіпелагу проживає від 15 до 20 видів китів, дельфінів, тюленів, моржів і згаданий білий ведмідь, з них білі ведмеді, моржі, нарвали, білі й гренландські кити залишаються в цьому районі цілий рік.
Архіпелаг наповнюється птахами, коли перелітні птахи повертаються розмножуватися, і це різко контрастує з зимовим часом, коли замість птахів можна почути тільки звуки вітру і моря. Близько 160 видів птахів задокументовано на архіпелазі, з них 20—30 регулярно гніздяться тут. Найпоширенішими є люрик (Alle alle), кочівний буревісник (Fulmarus glacialis), кайра товстодзьоба (Uria lomvia) і мартин трипалий (Rissa tridactyla).

## Історія
Щодо відкриття архіпелагу, то до цього часу тут немає повної ясності. Офіційно вважається, що архіпелаг був відкритий голландським мореплавцем Віллемом Баренцем 1596 року під час пошуків північно-східного проходу до Індії та Китаю. Баренц і дав назву (норв. Spitsbergen) архіпелагу по характерній зубчастій (норв. spits) формі гір (норв. bergen). Є також дві інші гіпотези щодо відкриття архіпелагу:
1. першовідкривачами архіпелагу були стародавні вікінги (XII століття);
2. його відкрили російські помори (не пізніше XV століття)[7].

Норвезький суверенітет над більшою частиною архіпелагу встановлений за міжнародним договором («Шпіцбергенський трактат») 1920 року.

## Економіка
Розробка кам'яного вугілля на Шпіцбергені почалася 1899 року, видобутком займалися норвезька компанія Store Norske Spitsbergen Kulkompani та російська Арктикуголь.
На Шпіцбергені розташовані Всесвітнє сховище насіння та Університетський центр, в якому викладають науки, пов'язані з дослідженням та освоєнням Арктики. На архіпелазі діють кілька дослідницьких полярних станцій, зокрема польська та китайська.
Архіпелаг і його головний острів Західний Шпіцберген цікаві для туристів. Але масовий туризм може завдати непоправної шкоди арктичному ландшафту та його фауні.

## Населення

### Населені пункти
Єдиний населений острів архіпелагу — Шпіцберген, який налічує 3400 мешканців (із них 1500 норвежців), які мешкають переважно в адміністративному центрі норвезької провінції Свальбард — Лонг'їрі. Більшість працює в зимовий час на вугільних шахтах компанії «Det Store Norske» за річним контрактом. Частина населення мешкає тут уже багато років. Також працює група вчених, що займається дослідженням озонової діри і місцевої флори і фауни.
Решту населення становлять дві російські громади, що влаштувалися в селищах Пірамідені та Баренцбурзі. Баренцбург і Піраміден — російські шахтарські селища. Роботи з видобутку вугілля в Пірамідені припинено в 1995 році. Відносини росіян і норвежців цілком добросусідські.

#### Лонг'їр

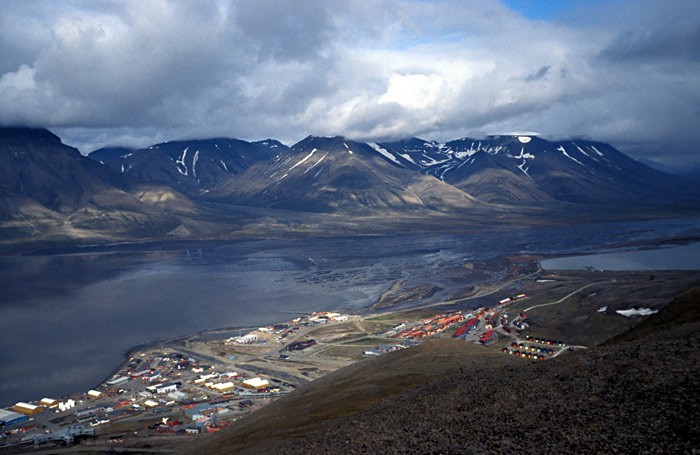
Лонг'їр

Лонг'їр розташований у розлогій долині, вкритій піском, щебенем і глиною, посеред якої мчить бурхливий потік. Біля порту розташовані декілька складів і крамниць. Праворуч від порту — церква і резиденція сисельмана — губернатора острова. Поряд центральна будівля з кав'ярнею Busen, школа, лікарня і житлові будинки, зв'язані між собою мережею іржавих труб (кабель і водопровідні труби). Їх не можна закопати через вічну мерзлоту. Вони накриті невеликими мостами, аби взимку ними могли проїздити снігоходи. Дерев'яні будинки помальовані в яскраві кольори. Навкруги Лонг'їра лише декілька кілометрів доріг.
Основні види транспорту: вертоліт, катер і снігохід. Вісім разів на тиждень до Лонг'їра із Тромсе прилітає літак, і навіть сам переліт справляє велике враження за відсутності туману.

### Українці на Шпіцбергені
Значну частину вахтовиків у російських вугільних копальнях на Шпіцбергені, особливо в Баренцбурзі, складають шахтарі з Донбасу. 2007 року Шпіцберген відвідала експедиція Леоніда Кантера «З табуретом до північного сяйва».

### Відомі люди
- Шкурин Ігор Вікторович — український актор, режисер.